# 大久保光康
大久保 光康（おおくぼ みつやす、1943年12月13日 - ）は、兵庫県出身の元騎手・元調教師。
父の大久保亀治（亀吉）は、尾形藤吉門下の元騎手・元調教師。祖父の大久保福松は函館大経の弟子。兄の大久保正陽も元騎手・元調教師。

## 経歴

### 騎手時代
1968年3月9日に父の大久保亀治厩舎からデビューし、京都第8競走アラブ特別・ウキヒロ（18頭中17着）で初騎乗を果たす。6月8日の阪神第3競走障害4歳以上未勝利・トキワオーで初勝利を挙げ、1年目の同年はこの1勝に終わるが、障害での勝利もこれが唯一となった。
2年目の1969年からは平地での騎乗に専念し、1月15日の京都第7競走短距離特別・キングソロナで平地初勝利と初の特別勝ちを合わせてマーク。1972年には中京記念・エリモカップで重賞初制覇を達成した後、大久保石松厩舎へ移籍。
1973年には自己最多の8勝を挙げ、1974年には兄の大久保正陽厩舎に移籍し、4月からは寺田雅之・池添兼雄が弟弟子となる。光康は松田幸春から乗り替わったエリモマーチスと3連勝で毎日杯を制し、3番人気に支持された皐月賞では9着に終わったが、暮れのCBC賞ではニシキエースとアタマ差の3着に入った。
1979年10月13日の福島第3競走4歳以上400万下では11頭中11番人気のエースジョージでアタマ、アタマの激戦を制すと、1984年10月7日の京都第7競走4歳以上400万下では12頭中11番人気のマルブツリュウで2着馬に6馬身差を付けて勝利に導く。
1986年は7月26日の札幌第6競走4歳未勝利・ラガーエレクトで最後の勝利を挙げ、8月10日の函館第10競走4歳以上900万下・ラガーシェブロン（15頭中11着）が最後の騎乗となった。同年引退。

### 調教師時代
引退後は1987年に調教師免許を取得し、1988年に開業。
1988年10月8日の京都第7競走4歳以上400万下・ニホンピロエナジーで管理馬初出走を果たすが、時期の遅さもあって3着2回が最高の未勝利に終わる。
2年目の1989年2月11日に小倉第5競走4歳以上400万下・マルトヨオンブルで初勝利を挙げ、同年は4勝をマークするが、3年目の1990年に引退。
1990年9月22日の中京第7競走4歳未勝利でホリノビイナスが清水英次を背に逃げ切ったのが最後の勝利となり、10月27日にホリノビイナスで京都第6競走4歳以上500万下（16頭中15着）、マルブツメロディーで福島第2競走3歳未勝利（9頭中8着）を出走させたのが最後となった。

## 騎手成績
| 通算成績 | 1着 | 2着 | 3着 | 4着以下 | 騎乗回数 | 勝率 | 連対率 |
| -------- | --- | --- | --- | ------- | -------- | ---- | ------ |
| 計       | 64  | 83  | 99  | 699     | 898      | .068 | .156   |

### 主な騎乗馬
- エリモカップ（1972年中京記念）
- エリモマーチス（1974年毎日杯）

その他
- エリモジョージ
- パッシングゴール